# Kenly (North Carolina)
Kenly ist eine Town in Johnston und Wilson County in North Carolina (USA). Das U.S. Census Bureau hat bei der Volkszählung 2020 eine Einwohnerzahl von 1.491 ermittelt.

## Geographie
Das Gemeindegebiet umfasst 2,8 km².

## Demographie
In Kenly existieren 671 Haushalte und 414 Familien. 

## Schulen
- Glendale-Kenly Elementary
- North Johnston High School